# Farnay
Farnay település Franciaországban, Loire megyében. Lakosainak száma 1358 fő (2022. január 1.). Farnay Châteauneuf, Lorette, Rive-de-Gier, Sainte-Croix-en-Jarez és Saint-Paul-en-Jarez községekkel határos.

## Népesség
A település népességének változása:
| Lakosok száma | 305  | 879  | 982  | 1249 | 1391 | 1402 | 1408 | 1379 | 1364 | 1358 |
|               | 1968 | 1982 | 1990 | 2006 | 2013 | 2015 | 2017 | 2019 | 2020 | 2022 |